# Айда Язбек
Сестра Айда Язбек — католицька монахиня, яка є директором культурного центру Аль-Моуна в Нджамені у Чаді. Її робота зосереджена на навчанні представників міжнародних та вітчизняних груп та недержавних організацій з вирішення конфліктів між різними групами в країні Чад. Навчаючи людей вирішенню конфліктів, її організація прагне пропагувати повагу до культури різних груп та сприяти миру у всіх аспектах життя.

## Раннє життя
Спочатку Айда Язбек жила неподалік гори Ліван у місті Ждейде Ель Матн, поблизу Бейрута. Вона пропрацювала 22 роки викладачкою в університеті, перш ніж переїхати до Чаду.

## Активізм
Язбек 20 років працювала у ліванському відділенні католицької допомогової служби Карітас Інтернаціоналіс. Вона допомагала внутрішньопереміщеним особам внаслідок воєн на півдні країни, а також палестинським мігрантам. Сама Язбек також є мігранткою, тому вона підтримує прийняття та інтеграцію мігрантів, пропагуючи центр Аль-Муна як місце, яке приймає всіх без винятку.
Сестра Язбек та її фонд працювали з групами за межами Чаду для сприяння вирішенню конфліктів. Сюди входять посольство Швейцарії в Чаді та Інститут миру в Кордові (CPI) в Женеві, які допомогли навчити співробітників Культурного центру розуміти релігійні, екологічні та етнічні конфлікти в Чаді та способи їх мирного вирішення шляхом сприяння взаємоповазі між групами та установами.
З квітні 2020 року сестра Язбек переклала свої зусилля на боротьбу з пандемією COVID-19. Разом з майже 100 волонтерами Культурного центру Язбек допомагала роздавати дезінфікуючі засоби для рук та маски для обличчя тим, хто їх потребував у столиці. Крім того, вона допомогла організувати віртуальну інформаційну кампанію з пошуку шляхів пом'якшення наслідків пандемії. Центр Аль-Муна також працював над навчанням громади практичним питанням, таким як створення резервуарів із пластикових пляшок, оскільки водопровідна вода доступна не всім. Айда Язбек зосереджує увагу суспільства на відсутності державної допомоги на відміну від роботи, яку виконує центр, і виступає за удосконалення культури волонтерської діяльності в Чаді, яка залишається все ще недостатньою.